# Clorchinaldol
Clorchinaldolul este un compus derivat de 8-hidroxichinolină (5,7-dicloro-2-metil-8-hidroxichinolină) utilizat ca agent antibacterian. Este administrat oral în tratamentul gastroenterocolitei acute, diareei, dizenteriei de origine amoebiană, giardiozei, în unele disbacterioze intestinale și în infecții vaginale și leucoree. În prezent mai este utilizat doar în unele state din Europa.